# Bizzarrini
Bizzarrini (Bizzarrini S.p.A., до 1966 года — Prototipi Bizzarrini s.r.l.) — итальянский производитель штучных спортивных автомобилей, существовавшая в период 1964—1969 годов.
Основана бывшим главным инженером Ferrari Джотто Биццарини; в начале 1960-х годов Биццарини основал собственное конструкторское бюро Autostar и на заказ в сотрудничестве с кузовной фирмой Bertone разрабатывал для Iso спортивные автомобили моделей Grifo A-3L и Grifo А-ЗС. После личного конфликта с основателем Iso Ренцо Риволтой модели A-3L и А-ЗС отошли к Биццарини, и для их выпуска инженер создал автомобилестроительную компанию. В 1967 году фирме грозило банкротство, но удалось привлечь инвесторов и продолжить деятельность, однако в 1969 году выпуск автомобилей был прекращён и компания фактически прекратила существование.
За время существования под маркой Bizarrini вышли модели 1500 (1966), GT Strada 5300 (1964—1969), P538 (1968—1969) и Europe (1966—1969).
Бренд пытались возродить в 1990 году — выпустить модель BZ 2001GT, однако машина никого не заинтересовала. В 1995 году в США появилась небольшая фирма World Super Cars, среди сооснователей которой был Биццарини, собирающая на заказ дорогие спортивные автомобили с моторами мощностью 500 л. с., в 2008 году фирмой была на основе PЗ538 создана модель Scuderia Bizzarrini P538S.

## Модели
Bizzarrini GT Strada 5300 — первый автомобиль марки Bizzarrini. Автомобиль оснащался двигателем V8 5,3 л (откуда и название). Передняя подвеска была независимая с цилиндрическими пружинами и поперечными рычагами, задняя—конструкции De Dion. Коробка передач использовалась четырёхскоростная механическая от Chevrolet Corvette. Также предусматривались другие варианты. Идея заключалась в том, чтобы покупатель Strada мог выбирать настройки двигателя и задней подвески при заказе автомобиля. Эскиз автомобиля был сделан Джорджетто Джуджаро. Коробка передач и двигатель закупались собранными у компании Chevrolet. Автомобиль выпускался с 1964 по 1969. Было выпущено около 227 автомобилей
Bizzarrini 1500 — небольшая версия Strada. Автомобиль оснащался четырёхцилиндровым двигателем Fiat рабочим объёмом 1481 см, развивал мощность 90 л. с. при 5400 об/мин. Автомобиль выпускался 1966 году. Было выпущено всего 5 экземпляров.
Bizzarrini GT Europe — автомобиль, который пришел на смену Bizzarrini 1500. Автомобиль оснащался четырёхцилиндровым двигателем модели Opel рабочим объёмом 1897 см3, мощностью 135 л. с. при 5600 об/мин. Выпускался с 1966 по 1969. Было выпущено 15 автомобилей.
Bizzarrini P538 — гоночный автомобиль марки Bizzarrini. Оснащался двигателями от Lamborghini V12 или Chevrolet Corvette. Автомобиль выпускался с 1968 по 1969. Было выпущено 4 экземпляра, так как автомобиль не был востребован.
Scuderia Bizzarrini P538S — возрождённый автомобиль марки Bizzarrini. Передняя часть автомобиля очень похожа на смесь фар, взятых от Porsche Carrera GT и капота Lotus Elise, хотя общий вид скорее напоминает смесь родстера и клуб-рейсера. Заднюю часть автомобиля характеризует пара больших опор, которые служат защитой и подголовниками для водителя и его навигатора. Круглые стоп-сигналы совместно с большими выхлопными трубами придают задней части утонченный вид. Сердцем этого суперкара является доработанный General Motors двигатель V-8 (Chevrolet LS 7), который имеет центральное расположение для лучшего распределения веса. Вес построенного итальянской компанией экзотического спортивного автомобиля составляет не более 800 кг, и это при габаритных размерах 4460x1950x1160 мм. Корпус этого суперкара изготовлен из карбона — очень лёгкого и очень прочного углеродистого волокна, более того он является цельным (технология Monocoque), что присуще современным тенденциям построения суперкаров и поднимает его престижность в глазах знатоков. Имея вес менее 800 кг и мощность двигателя более чем 500 л. с., автомобиль Scuderia Bizzarrini P538 может развить скорость от нуля до 100 км/час менее чем за 3.0 секунды. Такие показатели ставят Scuderia в один ряд с всемирно известным Bugatti Veyron.

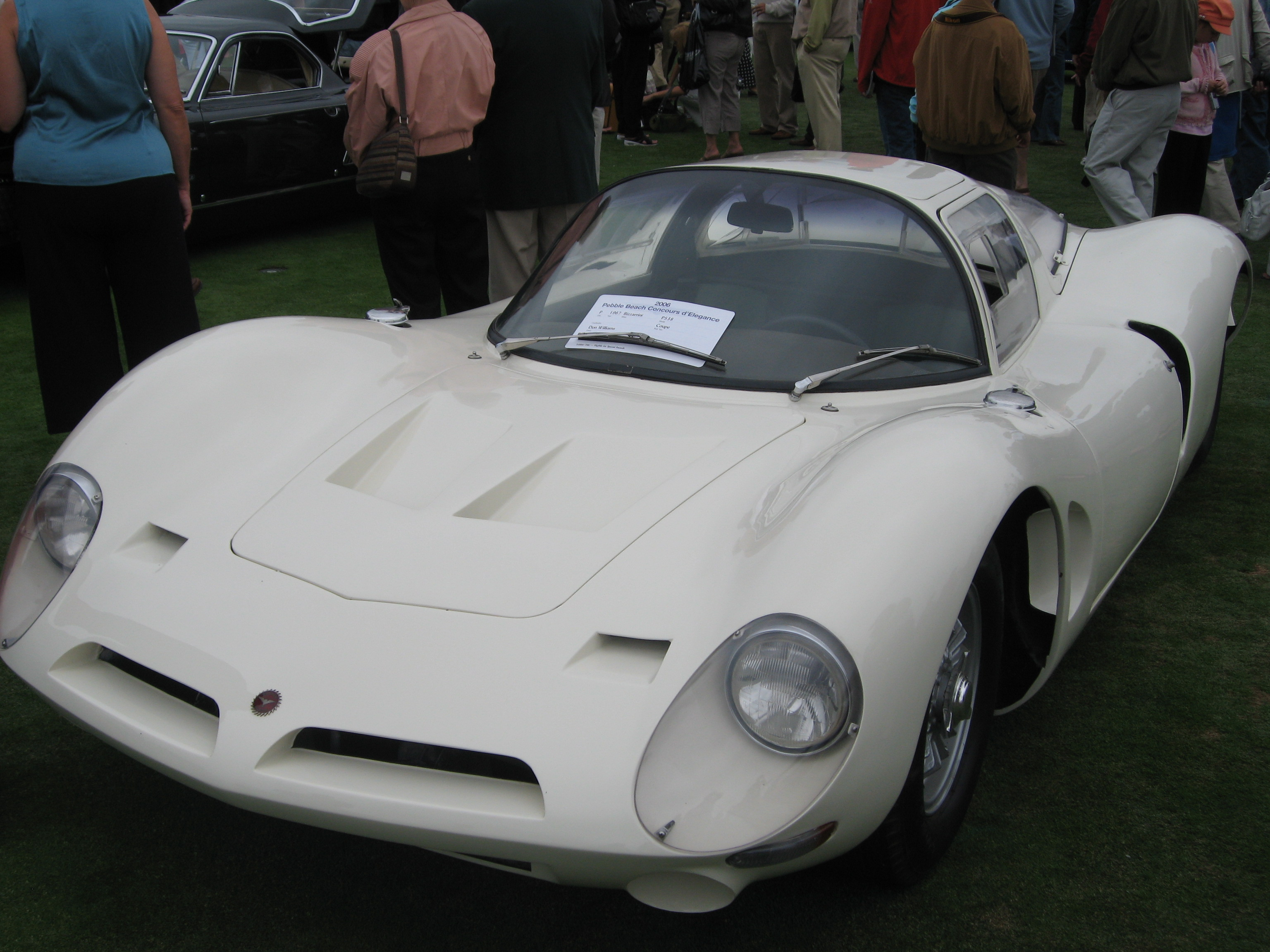
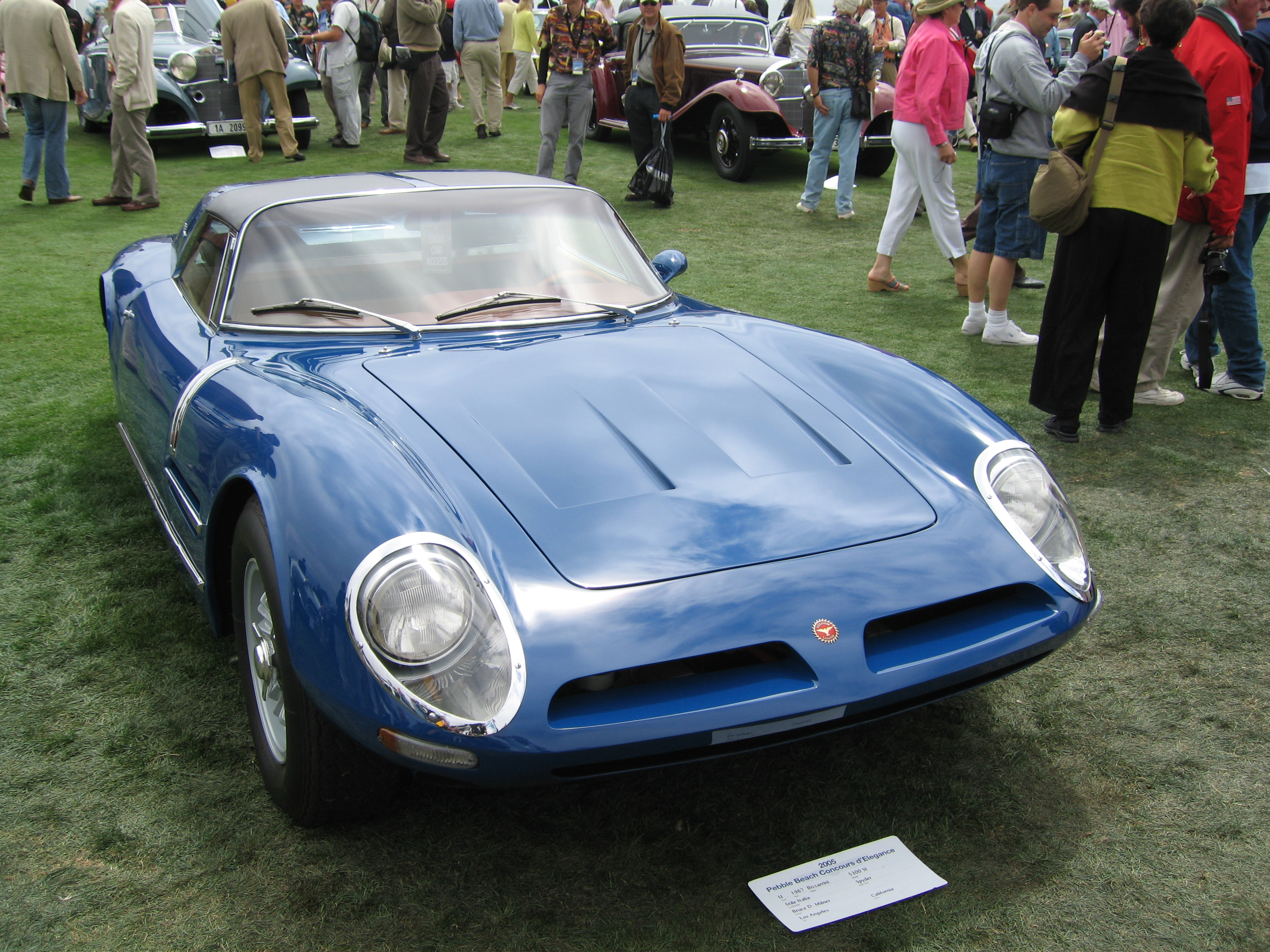
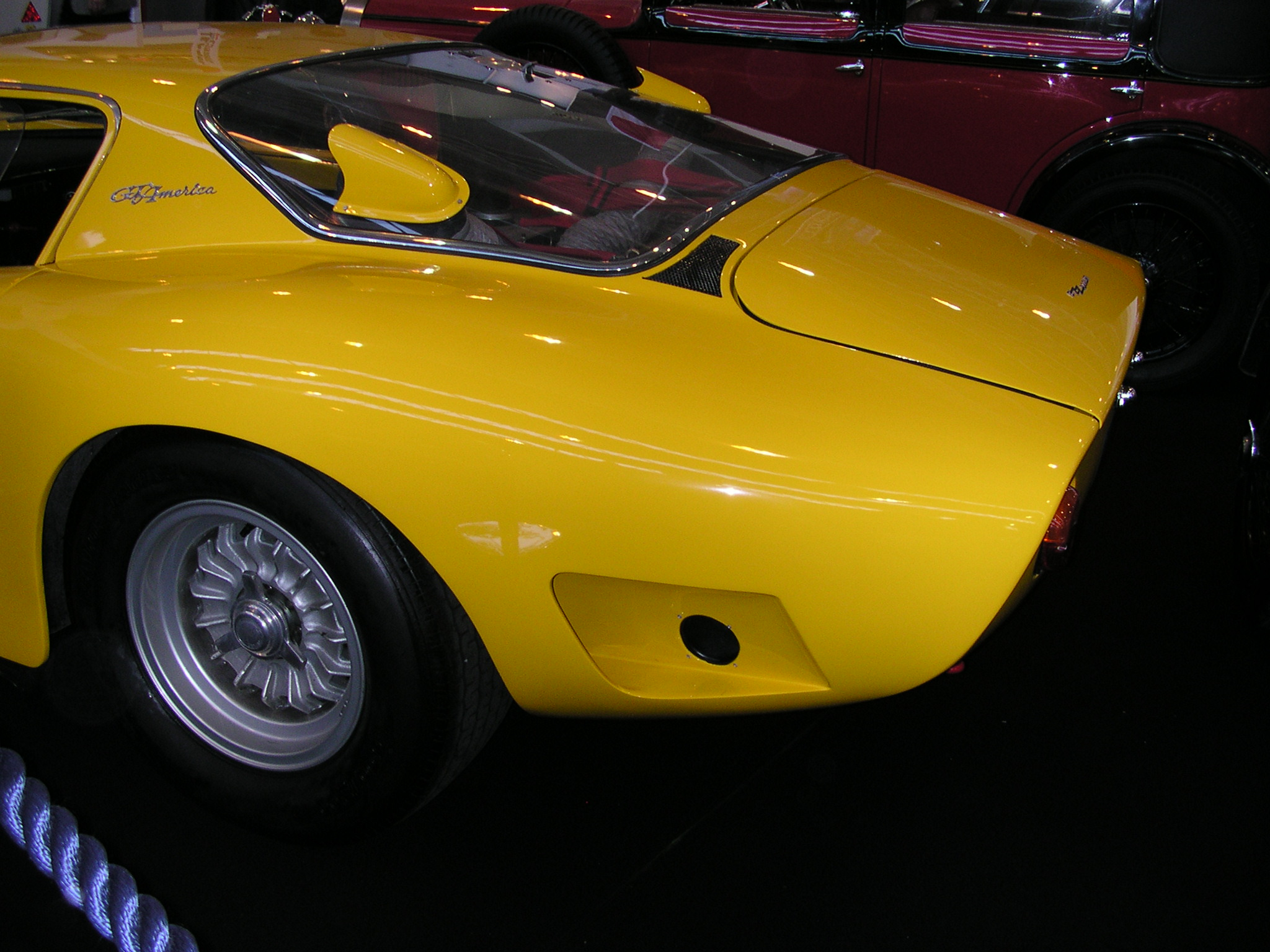
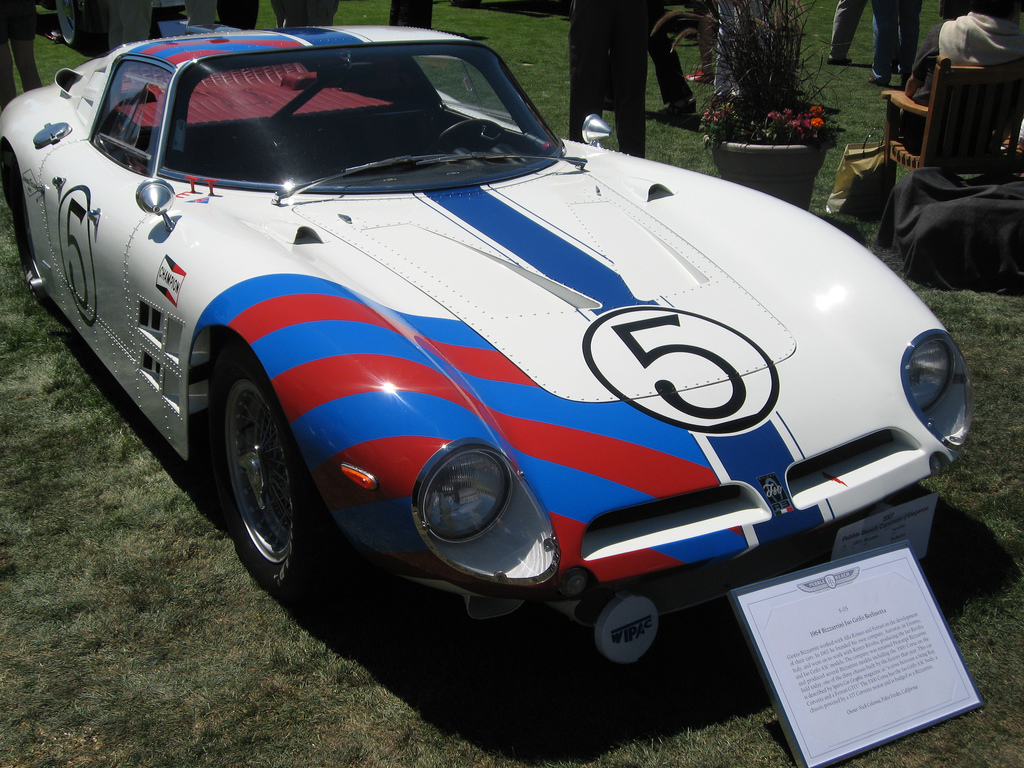
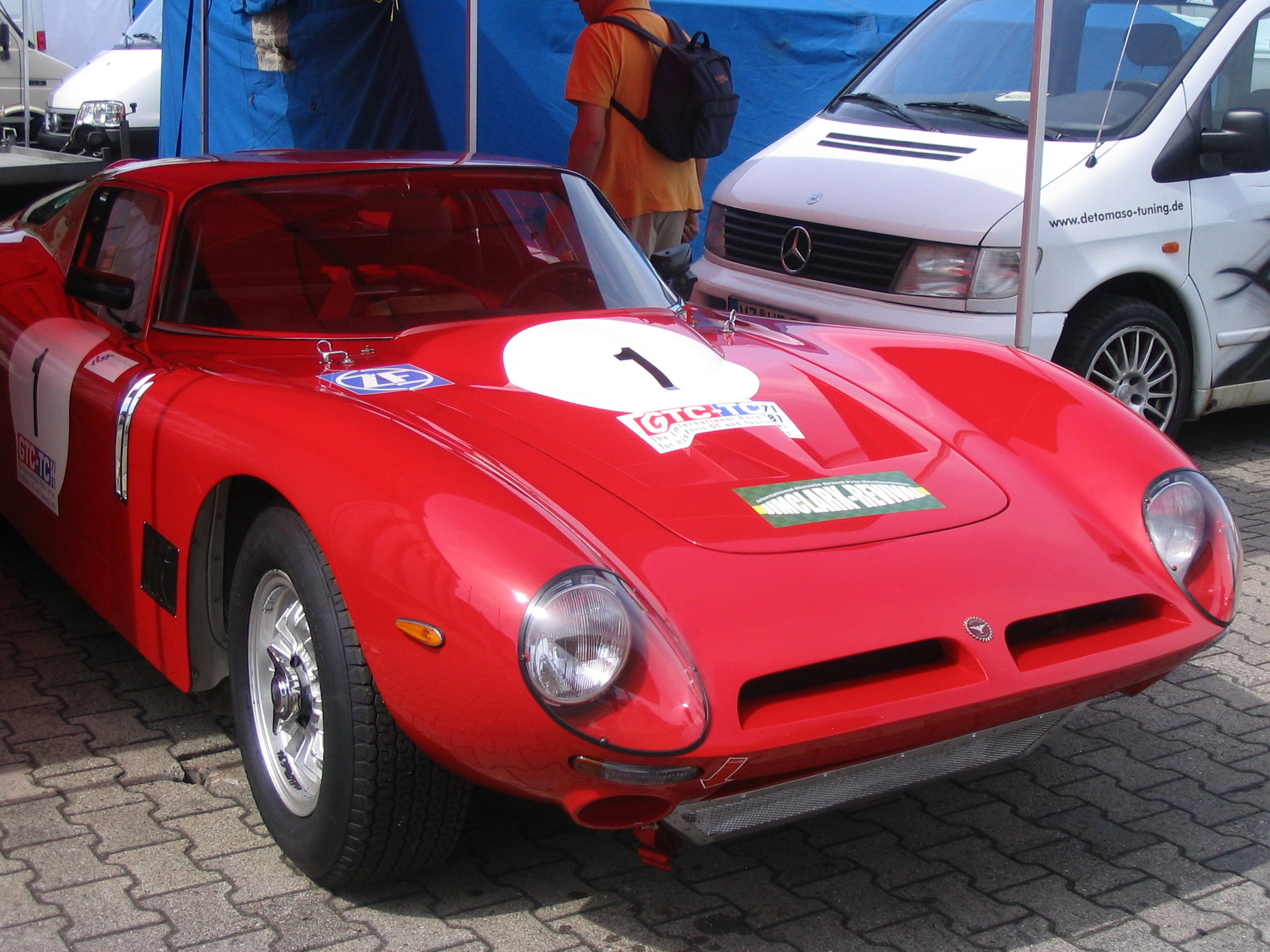
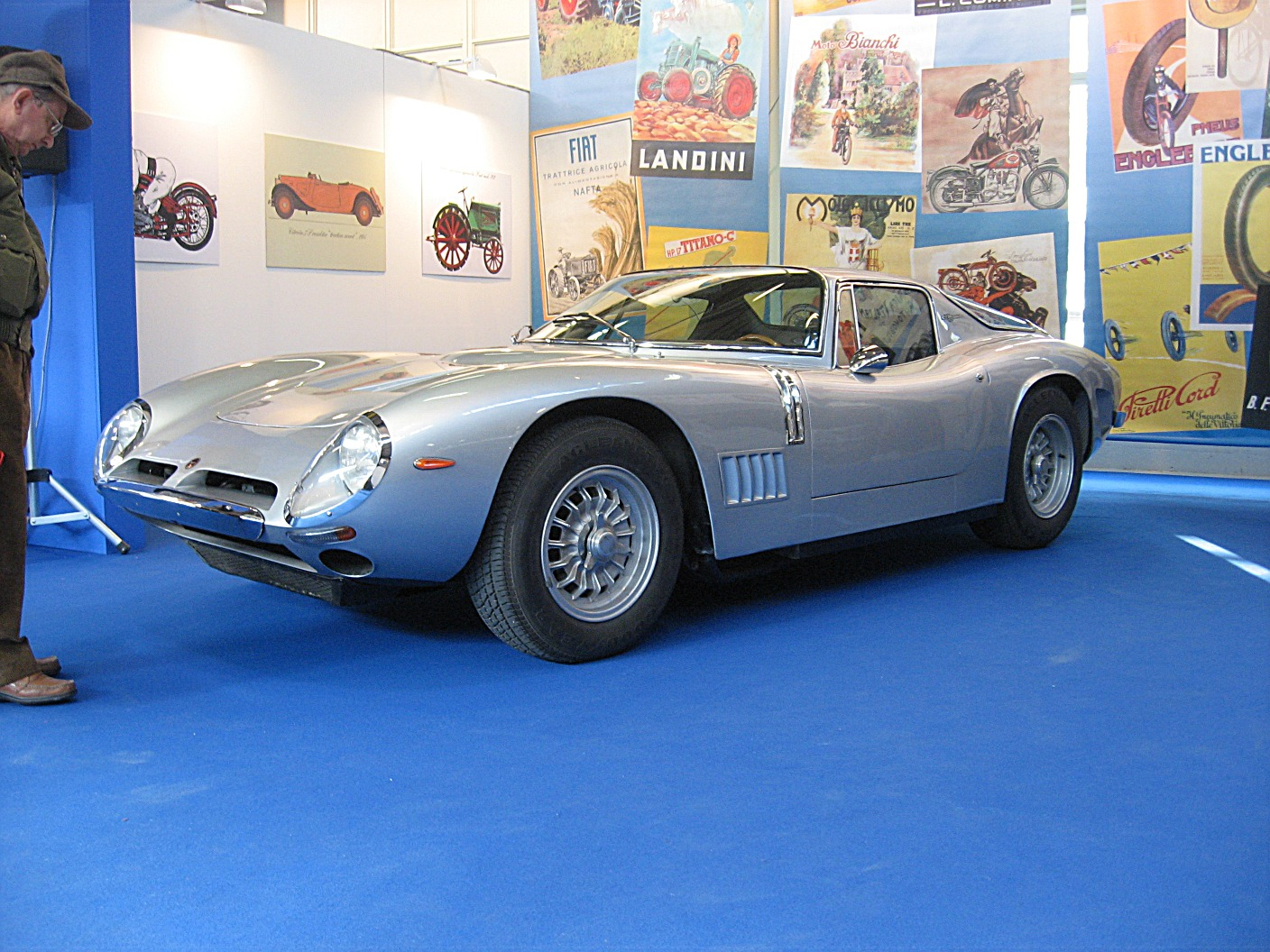
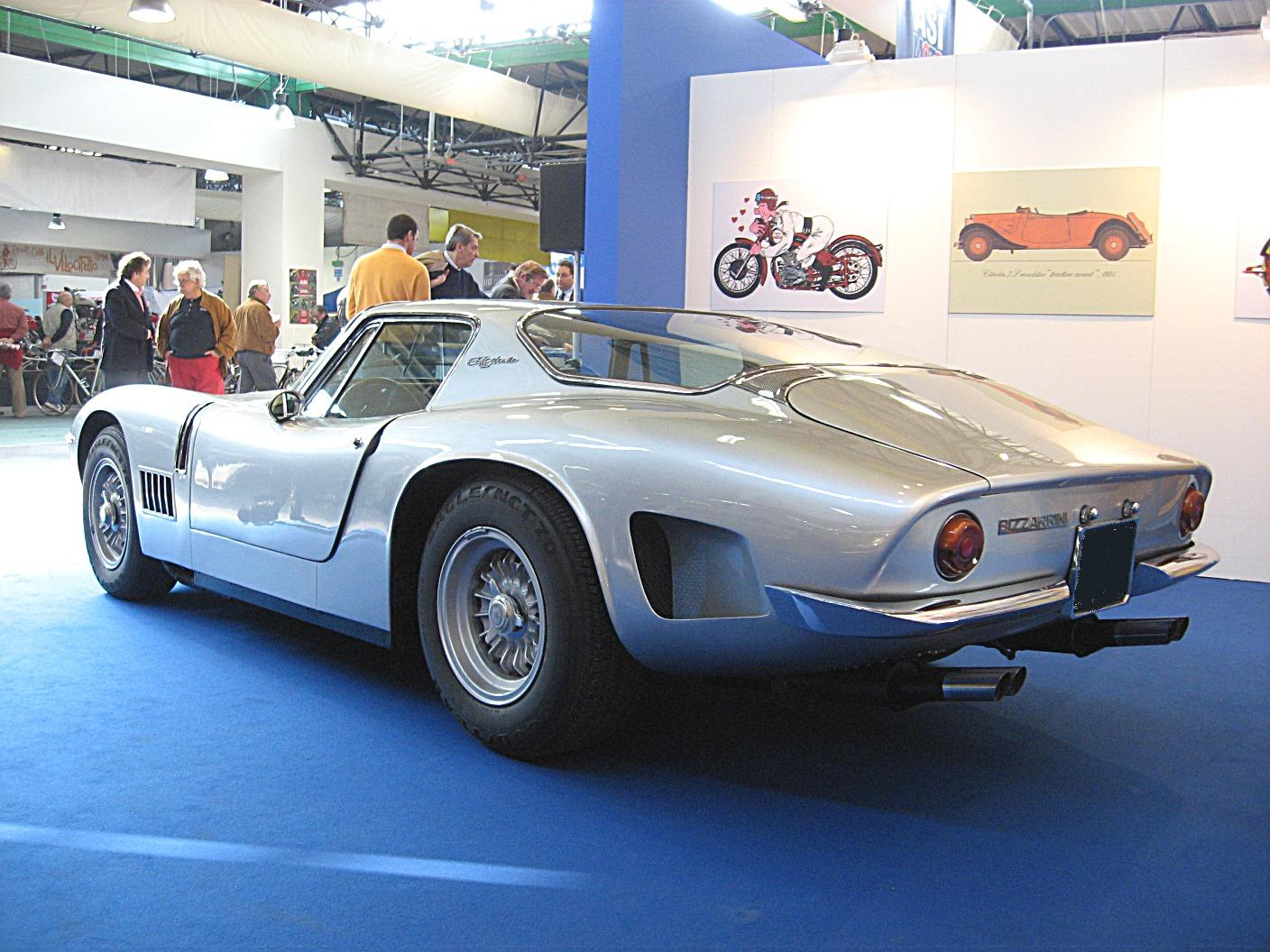
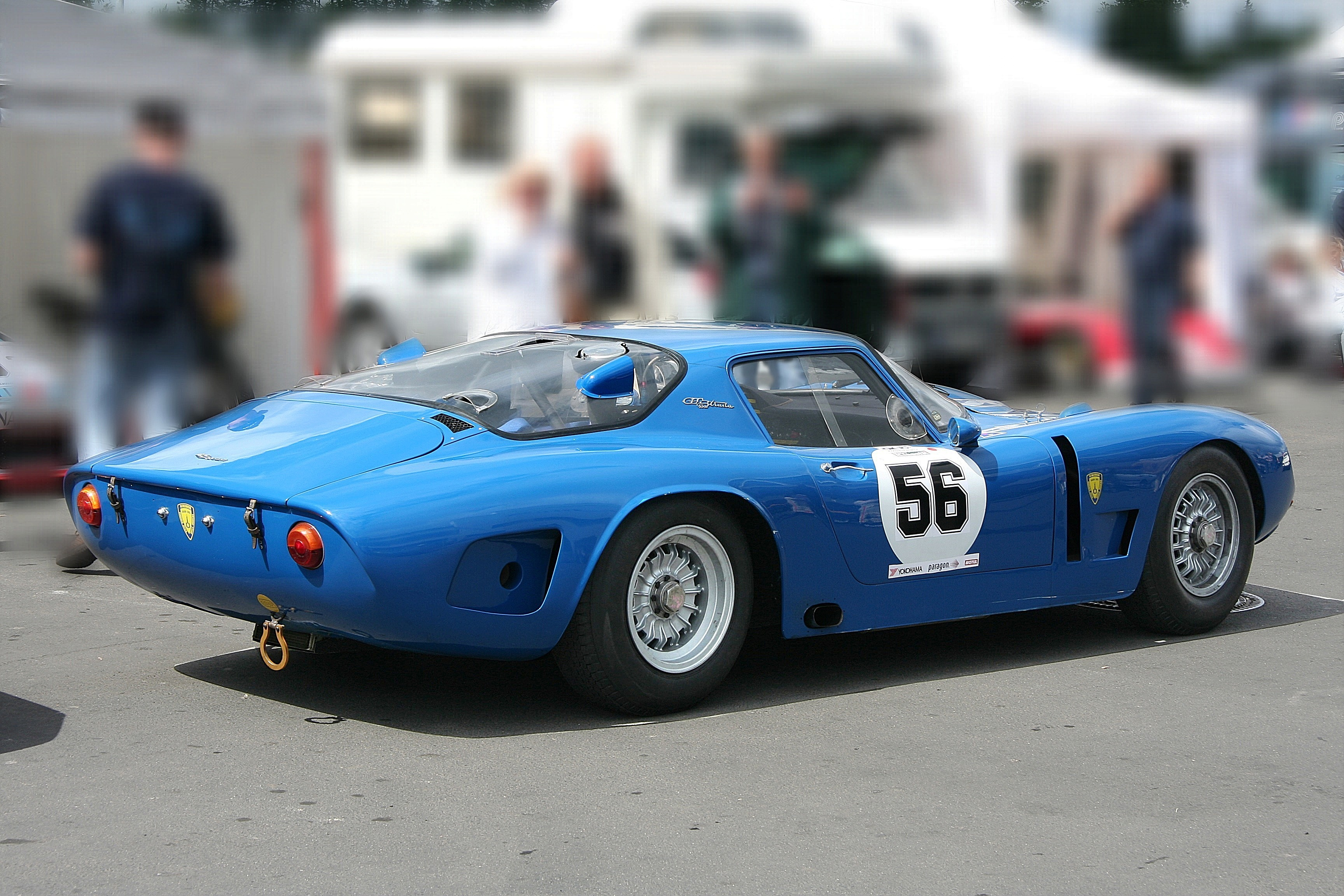
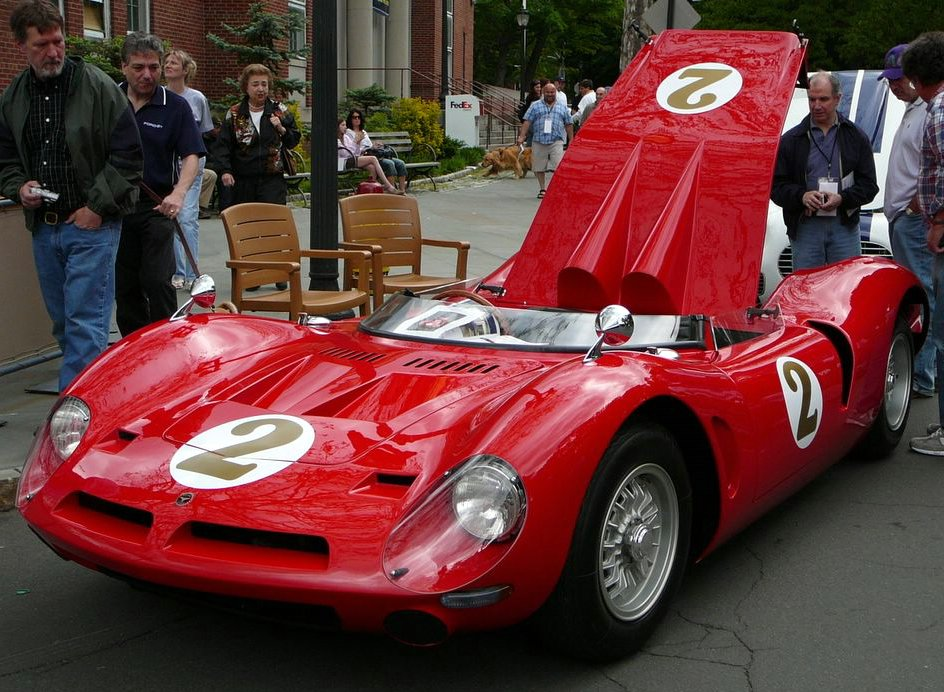
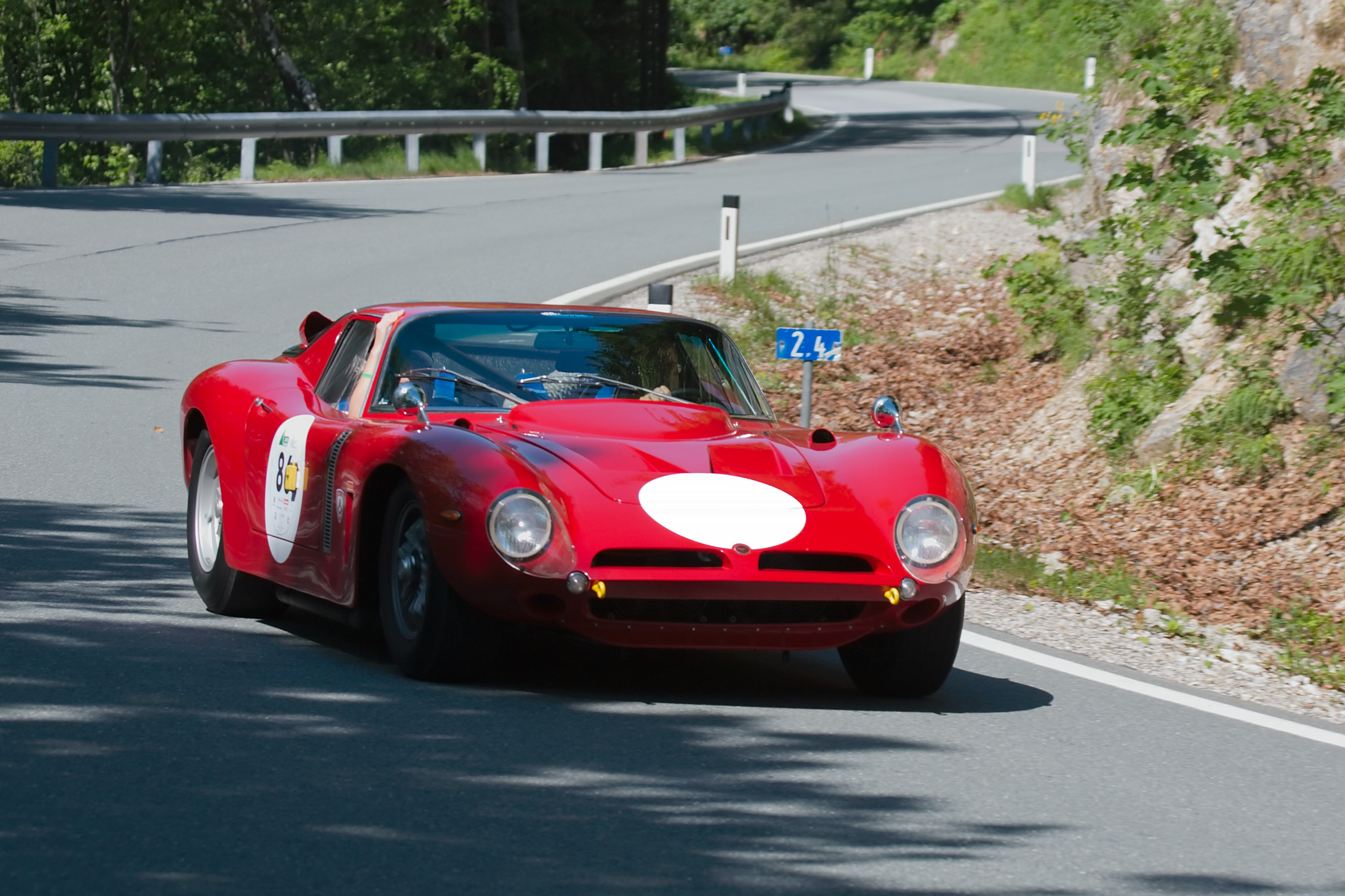